# Finn and Hengest
Finn und Hengest ist eine Studie des englischen Professors J. R. R. Tolkien, die 1982 posthum veröffentlicht worden ist. Alan Bliss, der Herausgeber, stellte das Werk auf der Grundlage von Vorlesungsnotizen und anderem Material J. R. R. Tolkiens zusammen.

## Hintergrund der Fragmente
Als Inhaber des Rawlinson and Bosworth Lehrstuhls für Angelsächsisch an der Universität Oxford hielt Tolkien zwischen 1928 und 1937 sechs verschiedene Vorlesungen, die sich mit der Thematik von Finn und Hengest befassten. Diese waren: The fight at the Finnesburg and the Finn Episode (1928), Finn and Hengest: the problem of the episode in Beowulf (1930), Finn and Hengest: the Fragment and the Episode (1931), The fight at Finnesburg (1934) und Finn and Hengest (1935, 1937). Für 1939 wurde eine weitere Vorlesungsreihe angekündigt, die jedoch aufgrund des Ausbruchs des Zweiten Weltkriegs abgesagt werden musste. 1963 jedoch, als Tolkien kurzzeitig seinen Nachfolger C. L. Wrenn an der Universität vertrat, nahm er die Gelegenheit wahr und hielt die für 1939 angekündigten Vorlesungen.

## Finn und Hengest
Referenzen auf die Legende von Finn und Hengest finden sich in mehreren Werken:
1. In der Aufzählung der Stämme von Widsith in Zeile 25: Fin Folcwalding. Fresna cynne.
2. Die Episode in Beowulf, angefangen mit der Zeile 1066 bis Zeile 1159.
3. Das Fragment The Fight at Finnesburg.